# Исторический циклизм
Исторический циклизм — теория исторического круговорота, повторения периодов зарождения, расцвета и упадка или даже гибели человеческих обществ. Многообразие вариаций теории относят к установлению её как по субъектам общественного развития (политический строй, государство, цивилизация), так и к разделению по стадиям, а также её различным сочетаниям с другими теориями развития.
Циклизм противопоставляется идее прогресса.
Встречаясь в античности — например, во Всеобщей истории Полибия, идеи цикличности получили своё развитие в эпоху Возрождения в Италии (Макиавелли, Кампанелла), будучи наиболее развёрнуты у итальянского мыслителя конца XVII — 1-й половины XVIII в. Джамбатисты Вико.
И лишь в последние десятилетия XIX в. теория циклизма окончательно была оформлена как самостоятельная, прежде всего немецким историком Эдуардом Мейером. Согласно ей уже Древний мир имел «свои» древность, средневековье, капитализм и госсоциализм.
В цивилизационном подходе наличествует у Н. Я. Данилевского и О. Шпенглера. У мусульманских учёных — у Ибн Хальдуна.
Как замечалось Е.М. Штаерман: «Циклизм, по существу, отрицает прогресс, если не в технике, то в социальных отношениях».
В то же время в современности признание получило понимание важнейшей роли демографических циклов в истории.